# Горбань, Владислав Вячеславович
Владисла́в Вячесла́вович Го́рбань (укр. Владислав В'ячеславович Горбань; 27 апреля 1994, Кириковка — 6 марта 2022, возле Николаева) — украинский военный лётчик, капитан, участник российско-украинской войны. Герой Украины (2023, посмертно).

## Биография
Родился 27 апреля 1994 года в посёлке Кириковка Сумской области Украины. С 2000 года учился в местной общеобразовательной школе. После окончания 9-го класса поступил в Государственный лицей с усиленной военно-физической подготовкой «Кадетский корпус» имени И. Г. Харитоненко.
Продолжил обучение в Харьковском национальном университете Воздушных Сил имени Ивана Кожедуба, выбрав направление армейской авиации. После окончания университета в 2016 году был направлен на службу в Полтаву, где стал командиром вертолётного звена 18-й отдельной бригады армейской авиации имени Игоря Сикорского. Летал на вертолёте Ми-8.
Участвовал в боевых действиях на территории проведения АТО/ООС. С первых дней полномасштабного вторжения России в Украину в 2022 году активно защищал украинское небо. 6 марта 2022 года участвовал в боях у города Баштанка Николаевской области, во время выполнения боевого задания экипаж вертолёта под командованием Горбаня подвергся обстрелу.
Погиб 6 марта 2022 года в районе города Николаев, когда его вертолёт был сбит. Вместе с ним погибли штурман-лётчик майор Константин Зебницкий, старший бортовой инженер-инструктор майор Игорь Туревич и другие члены экипажа.

## Награды
- Звание «Герой Украины» с удостоением ордена «Золотая Звезда» (26 февраля 2022, посмертно) — за личное мужество и героизм, проявленные в защите государственного суверенитета и территориальной целостности Украины, верность военной присяге[1].
- Орден Богдана Хмельницкого II степени (30 марта 2022, посмертно) — за личное мужество и высокий профессионализм, проявленные в защите государственного суверенитета и территориальной целостности Украины, верность военной присяге[2].
- Орден Богдана Хмельницкого III степени (12 марта 2022, посмертно) — за личное мужество и высокий профессионализм, проявленные в защите государственного суверенитета и территориальной целостности Украины, верность военной присяге[3].